# 懷特沃特 (密蘇里州)
懷特沃特（英語：Whitewater）是位於美國密蘇里州開普吉拉多縣的村。

## 人口
根據2020年美國人口普查的數據，懷特沃特的面積為0.56平方千米，皆為陸地。當地共有人口88人，而人口密度為每平方千米157人。